# Садрабад (Марказі)
Садрабад (перс. صدراباد) — село в Ірані, у дегестані Гакімабад, в Центральному бахші, шахрестані Зарандіє остану Марказі. За даними перепису 2006 року, його населення становило 1302 особи, що проживали у складі 352 сімей.

## Клімат
Середня річна температура становить 15,79°C, середня максимальна – 34,97°C, а середня мінімальна – -6,99°C. Середня річна кількість опадів – 251 мм.
| Клімат поселення                              | Клімат поселення | Клімат поселення | Клімат поселення | Клімат поселення | Клімат поселення | Клімат поселення | Клімат поселення | Клімат поселення | Клімат поселення | Клімат поселення | Клімат поселення | Клімат поселення | Клімат поселення |
| Показник                                      | Січ.             | Лют.             | Бер.             | Квіт.            | Трав.            | Черв.            | Лип.             | Серп.            | Вер.             | Жовт.            | Лист.            | Груд.            |                  |
| Середній максимум, °C                         | 10,77            | 13,64            | 18,11            | 24,37            | 29,37            | 34,17            | 34,97            | 33,77            | 29,91            | 23,76            | 17,15            | 10,92            |                  |
| Середня температура, °C                       | 1,89             | 4,75             | 9,22             | 15,47            | 20,48            | 25,29            | 28,62            | 27,40            | 23,54            | 17,39            | 10,79            | 4,57             |                  |
| Середній мінімум, °C                          | −6,99            | −4,12            | 0,33             | 6,59             | 11,60            | 16,40            | 22,24            | 21,05            | 17,19            | 11,04            | 4,44             | −1,8             |                  |
| Норма опадів, мм                              | 36               | 35               | 44               | 30               | 21               | 4                | 1                | 1                | 1                | 16               | 25               | 37               |                  |
| Середньомісячна швидкість вітру, м/с          | 1.68             | 2.12             | 2.95             | 3.20             | 2.98             | 2.85             | 2.96             | 2.86             | 2.40             | 2.26             | 1.87             | 2.04             |                  |
| Середньомісячна сонячна радіація, кДж/м²·день | 9031             | 11716            | 14358            | 17959            | 21984            | 25930            | 25611            | 23308            | 19783            | 14552            | 10723            | 8501             |                  |
| --------------------------------------------- | ---------------- | ---------------- | ---------------- | ---------------- | ---------------- | ---------------- | ---------------- | ---------------- | ---------------- | ---------------- | ---------------- | ---------------- | ---------------- |
| Джерело:                                      |                  |                  |                  |                  |                  |                  |                  |                  |                  |                  |                  |                  |                  |